# مارماهی دهان‌گرد خزری
مارماهی دهان‌گرد خزری (نام علمی: Caspiomyzon wagneri) نام یک گونه از خانواده دهان‌گردماهیان است. این گونه انحصاری دریای خزر می‌باشد و از گونه‌های رود کوچ است که در فصل پاییز و بهار برای تولید مثل به رودخانه‌ها مهاجرت می‌کند. لارو این گونه آموست نام دارد.